# إيه جاي غريفز
إيه جاي غريفز (بالإنجليزية: A. J. Graves)‏ مواليد 15 أغسطس 1985 في إنديانا، هو لاعب كرة سلة أمريكي. بدأ مسيرته الاحترافية في سنة 2009. يبلغ طوله 6 قدم 1 بوصة (1.9 م). لعب مع نادي بوزنان لكرة السلة في الدوري البولندي لكرة السلة. اعتزل اللعب في 2010.

## روابط خارجية
- إيه جاي غريفز على موقع كرة السلة الأوروبية.كوم (الإنجليزية)
- إيه جاي غريفز على موقع كلية كرة السلة في سبورتس رفرنس.كوم (الإنجليزية)